# فوتبال تکاملی حرفه‌ای ۲۰۱۶
فوتبال تکاملی حرفه‌ای ۲۰۱۶ (به انگلیسی: Pro Evolution Soccer 2016) (اختصاری PES 2016) که در ژاپن و کره جنوبی با نام فوتبال جهانی: یازده قهرمان ۲۰۱۶ (به انگلیسی: World Soccer: Winning Eleven 2016) شناخته می‌شود، یک بازی ویدئویی شبیه‌سازی فوتبال از مجموعه بازی‌های فوتبال تکاملی حرفه‌ای است که توسط شرکت کونامی ساخته و برای مایکروسافت ویندوز، پلی‌استیشن ۳، پلی‌استیشن ۴، ایکس‌باکس وان و ایکس‌باکس ۳۶۰ منتشر شده‌است.

## تغییرات
برخلاف اینکه در بازی‌های فوتبال سال‌های گذشته، بازیکن فوتبال مجبور به ارسال پاس و حرکت پرسرعت به سمت دروازه حریف بود، اکنون در بازی PES 2016 مهارت خلق یک بازی هوشمندانه و خلاق، در ذهن بازیکنان نهفته‌است و هریک از آنان می‌بایست با استراتژی خاص و دقیق برای گلزنی برنامه‌ریزی داشته باشند؛ اینکه صرفاً مهارت گلزنی بازیکن بر مبنای سرعت دویدن او باشد به امری کسل‌کننده تبدیل شده‌است. در PES 16، سیستم تکنیک بازیکنان بر مبنای هوش آنان برنامه‌ریزی شده و هریک از آنان دارای تکنیک‌هایی خاص و بسیار هیجان انگیز هستند، البته این را نیز در نظر داشته باشید تکنیک در بازی فوتبال به تنهایی نمی‌تواند دلیل بر موفقیت کل تیم باشد، زیرا نکته مهم و اصلی در موفقیت تیم این است که هر بازیکن وظیفه خود را به درستی انجام دهد و در لحظاتی که صاحب توپ می‌شود، تصمیم مناسبی را اتخاذ کند. باید توجه داشت در PES 2016 بر روی قدرت تفکر و هوش بازیکنان کلیدی نظیر نیمار، رونالدو، مسی که از کلیدی‌ترین استادان کار با توپ هستند، تمرکز بسیاری شده‌است؛ حرکات آنان با توپ در میدان همانند کابوسی مکرر بر دفاع حریف باشد، در برخی موارد تکنیک‌های این دست از بازیکنان به قدری پیچیده و پیشرفته می‌شود که سیستم دفاعی حریف در هم شکسته و در چند ثانیه کوتاه دروازه حریف باز می‌شود!
همچنین پیتر دروری جایگزین جان چمپیون گزارشگر بازی شد.

## مشکلات لایسنس
بارها در سری بازی‌های pes، شاهد مشکل در اسامی، لوگو و بازیکنان تیم‌ها بوده‌ایم،
این نسخه از بازی نیز از این قاعده مستثنی نیست، و شما شاهد مشکلات لایسنس باشگاه‌ها به ویژه در لیگ جزیره (انگلستان) خواهید بود، تنها باشگاه لایسنس شده در این نسخه باشگاه منچستر یونایتد است و شما می‌توانید با بارگذاری کیت لباس، لوگو و فیس بازیکنان، این مشکل را از بین ببرید.

## ورزشگاه‌ها
| نام ورزشگاه              | وضعیت            | مکان         | مالکیت تیم                 |
| ------------------------ | ---------------- | ------------ | -------------------------- |
| ورزشگاه آرنا کورینتیانسم | فعال             | سائوپائولو   | باشگاه فوتبال کورینتیانس   |
| ورزشگاه بیرا ریو         | فعال             | پورتو الگره  | باشگاه ورزشی اینترناسیونال |
| ورزشگاه اسکورپیو         | ورزشگاه ماراکانا | ریودو ژانیرو | باشگاه فوتبال فلامینگو     |
| ورزشگاه یوونتوس          | فعال             | تورین        | یوونتوس                    |
| ورزشگاه کونامی           | نامعلوم          | نامعلوم      | نامعلوم                    |
| سن سیرو                  | فعال             | میلان        | اینتر میلان و آ.ث. میلان   |
| سنت یاکوب پارک           | فعال             | بازل         | باشگاه فوتبال بازل         |